# Lyctus sinensis
Lyctus sinensis är en skalbaggsart som beskrevs av Pierre Lesne 1911. Lyctus sinensis ingår i släktet Lyctus och familjen kapuschongbaggar. Inga underarter finns listade i Catalogue of Life.